# 孫代
孫代（？—？），字紹甫，陝西鳳翔府扶風縣人，軍籍，明朝政治人物。

## 生平
嘉靖三十七年（1558年）戊午科陝西鄉試第十五名舉人。嘉靖三十八年（1559年）中式己未科會試第一百五十一名，三甲第一百九十二名進士。除行人，使周、肃两藩，不受赠遗。擢江西道御史，首纠吏部郎某伪学文奸，削其籍。穆庙视牲南郊，戎服乘马以出，具疏争之，上怒甚，然卒是其所请。隆庆六年十月复除为江西道御史，出按四川，平九丝都蛮。萬曆四年巡按山西，改任光禄寺寺丞，七年十二月升江西提学副使，督学江右，所抡皆知名士。十年考察叙录，十一年升转浙江右参政，谢疾归。

## 家族
曾祖孫芳；祖父孫完；父孫述，母張氏。具慶下。子孫崇先，字重之，万历十六年举人，知蒙城县，遷知颍州，擢南京户部员外郎，历郎中，官至贵阳知府。